# Gottifredo I
Gottifredo I (o Goffredo di Canossa) (X secolo – Brescia, 998) è stato un vescovo italiano e conte di Brescia.

## Biografia
Gottifredo era figlio di Azzone, fondatore della casata degli Adalberti - Attoni di Canossa (dai quali discese la contessa Matilde) e sua madre era Ildegarda dei Supponidi, sorella di Oberto Obizzo fondatore degli Obertenghi e delle casate che vi discendono: Malaspina, Pallavicino, Pallodi, D'Este e Brunswick. Suo fratello era Tedaldo, padre dell'omonimo vescovo di Arezzo e di Bonifacio, padre di Matilde di Canossa. 

Durante il suo mandato, provvide a traslare parti del corpo di Sant'Apollonio nella chiesa a lui intitolata di Canossa, pantheon della famiglia.
Nel 976 da Brescia di cui era vescovo da sei anni, venne creato vescovo di Luni e fino al 998, ricevendo cinque anni dopo da Ottone II un Diploma attestante la protezione imperiale della diocesi e rinnovante tutti i privilegi concessi ai suoi predecessori.
Si scontrò duramente contro il cugino Oberto Opizzo I per rivendicare il diritto vescovile a nominare i titolari delle pievi lunigianesi di San Cassiano ad Urceola presso Pontremoli -o Pieve di Saliceto-, di San Martino di Vico -o di Castevoli-, di Santa Maria Assunta di Soliera Apuana, di Santa Maria Assunta di Venelia -o di Monti di Licciana-. 

Il 26 luglio 998 Oberto Obizzo rinunciò al patronato o più probabilmente alle rendite relative, in favore del cugino vescovo e dei suoi successori riconoscendo che le pievi sunt ipsis plebibus de sub regime episcopo ed impegnandosi a non commettere alcunché potesse essere ad dannum episcopi.
Forte di questa vittoria Gottifredo I cercò di ridurre sotto la sua giurisdizione anche l'Abbazia di Brugnato, ma questa volta l'Imperatore Ottone III si schierò in favore dell'Abbazia, correttamente, riconfermandole nel 996 tutti gli antichi privilegi.

## Castel Goffredo
Il nome di Goffredo di Canossa si inserisce storicamente tra coloro che avrebbero contribuito alla spiegazione del toponimo "Goffredo", riferito alla città di Castel Goffredo, in provincia di Mantova, avendo egli tenuto vasti possedimenti nella zona. Il vescovo fondò probabilmente il castello di Castel Goffredo per difendere il territorio verso i confini orientali.

## Ascendenza
|                           |                         |   | Genitori |  |  | Nonni              |  |  | Bisnonni  |  |
|                           |                         |   |          |  |  | Sigifredo di Lucca |  |  | Sigifredo |  |
|                           |                         |   |          |  |  | Sigifredo di Lucca |  |  | Sigifredo |  |
|                           |                         | … |          |  |  | Sigifredo di Lucca |  |  |           |  |
| Adalberto Atto di Canossa |                         |   |          |  |  | Sigifredo di Lucca |  |  |           |  |
|                           |                         | … | …        |  |  |                    |  |  |           |  |
|                           |                         | … | …        |  |  |                    |  |  |           |  |
|                           |                         | … | …        |  |  |                    |  |  |           |  |
| Gottifredo I              |                         | … |          |  |  |                    |  |  |           |  |
|                           | Sigifredo dei Supponidi | … |          |  |  |                    |  |  |           |  |
|                           | Sigifredo dei Supponidi | … |          |  |  |                    |  |  |           |  |
|                           | Sigifredo dei Supponidi | … |          |  |  |                    |  |  |           |  |
| Ildegarda dei Supponidi   | Sigifredo dei Supponidi |   |          |  |  |                    |  |  |           |  |
|                           |                         | … | …        |  |  |                    |  |  |           |  |
|                           |                         | … | …        |  |  |                    |  |  |           |  |
|                           |                         | … | …        |  |  |                    |  |  |           |  |
|                           |                         | … |          |  |  |                    |  |  |           |  |